# Brumbies (féminines)
Ne doit pas être confondu avec Brumbies.
Actualités
Les Brumbies sont une franchise fédérale féminine australienne de rugby à XV basée à Canberra et régie par la fédération de l'ACT and Southern New South Wales Rugby Union. Fondée en 2017, l'équipe dispute le Super Rugby Women's organisé par la fédération australienne.

## Histoire

### Création et identité
En décembre 2017, la fédération australienne annonce le lancement d'une compétition féminine nationale : le Super W. La compétition doit débuter en mars 2018 et inclut la participation des Brumbies. L'équipe reprend le nom, les couleurs et le logo de la franchise masculine.

### Premières saisons
Pour la saison inaugurale (en), l'équipe est confiée à Tony Doherty, un avocat du professionnalisme dans le rugby féminin. Il sélectionne 31 joueuses dont Michaela Leonard et Georgia O'Neill, pas encore internationales, ainsi que les Wallaroos Michelle Perry, Louise Burrows (en) et Violeta Tupuola. C'est une autre internationale, Michelle Milward, qui est nommée capitaine. L'équipe remporte une de ses quatre rencontres.
En 2019 (en), Adam Butt est nommé entraineur. L'effectif compte désormais cinq Wallaroos car Georgia O'Neill a gagné sa première sélection. Quinze joueuses arrivent, notamment Grace Kemp qui n'a que dix-huit ans, quinze s'en vont. Les Brumbies terminent avec deux victoires pour deux défaites, ce qui leur permet de disputer la finale pour la troisième place, perdue face aux Queensland Reds.
L'effectif s'étoffe en vue de la saison 2020 (en) : dix-sept joueuses prolongent et dix-sept recrues s'y ajoutent. Le recrutement phare est celui de l'internationale Rebecca Smyth (en), qui a disputé trois Coupes du monde. Siokapesi Palu fait également partie des nouvelles joueuses. Le capitanat est attribué conjointement à Michaela Leonard et Jane Garraway. Adam Butt donne les commandes du jeu à Ella Ryan, dix-sept ans, est titularisée à l'ouverture. L'équipe remporte un match sur quatre et finit à la troisième place. La phase finale est annulée à cause de la pandémie de Covid-19.
Un nouvel entraineur est nommé pour 2021 (en) : c'est désormais Dan Hawke qui dirige les Brumbies. L'effectif se stabilise avec dix-huit prolongations et seulement dix recrues. L'arrivée majeure est celle de Lillyann Mason-Spice (en), qui vient de remporter trois titres avec les Waratahs. Il reste cinq joueuses de la saison 2018 : Louise Burrows, Harriet Elleman, Michaela Leonard, Emily Sogal et Jane Garraway. Après deux victoires et deux défaites, l'équipe termine cinquième.
En 2022 (en), les Brumbies recrutent douze joueuses. Parmi elles, Ashleigh Hewson (en), ancienne capitaine des Wallaroos et déjà titrée avec les Waratahs. Recrutée également : Jemima McCalman (en), qui a fait deux pré-saisons avec les Waratahs sans jamais être sélectionnée. L'équipe voit arriver ses deux premières joueuses internationales japonaises, Makoto Lavemai et Mana Furuta. L'équipe reçoit également le renfort de Tania Naden qui avait raté la saison 2021 à la suite d'une blessure au genou. L'équipe gagne un match, pour un nul et trois défaites. Elle termine quatrième et ne se qualifie pas pour la phase finale. En fin d'année Siokapesi Palu, Grace Kemp, Tania Naden et Michaela Leonard sont sélectionnées pour jouer la Coupe du monde en Nouvelle-Zélande.

### Nouvel entraineur et internationalisation
Scott Fava est nommé entraineur pour la saison 2023 (en). L'équipe perd deux joueuses emblématiques : Michaela Leonard part jouer en Nouvelle-Zélande, avec Matatū ; Louise Burrows arrête le Super Rugby pour se consacrer à son club. Siokapesi Palu est la nouvelle capitaine. Pour épauler ses internationales, les Brumbies recrutent plusieurs joueuses étrangères :  Iris Verebalavu (Fidji), Tilila Hifo et Shonte To’a (Tonga), Alyce Solaese (Samoa) et surtout la championne du monde néo-zélandaise Amy Rule (Canterbury/Matatū). Parmi les arrivantes, Tabua Tuinakauvadra et Jasmin Huriwai. Avec deux victoires en cinq match, l'équipe se qualifie pour les demi-finales. Elle s'incline de trois points face aux Queensland Reds. Les deux recrues Tabua Tuinakauvadra et Jasmin Huriwai font leurs débuts avec les Wallaroos en suivant.
En 2024, les Brumbies préparent le Super Rugby Women's (qui vient de changer de nom) avec trente-quatre joueuses dont dix-huit sont des prolongations de contrat. Parmi les recrues domestiques : la jeune Faitala Moleka (19 ans) qui vient d'être élue joueuse de l'année en catégorie junior, Katalina Amosa (Waratahs) et Kayla Sauvao (en) ainsi que six débutantes issues du centre de formation. Le recrutement se fait aussi à l'étranger avec l'internationale fidjienne Kolora Lomani en provenance des Fijiana Drua, Joanne Butler (Papouasie-Nouvelle-Guinée) et Neomai Vunga (Tonga). À nouveau les Brumbies gagnent deux matchs sur cinq et s'inclinent en demi-finale, cette fois face aux Waratahs. À l'issue de la compétition, la nouvelle sélectionneuse Joanne Yapp convoque huit joueuses de l'effectif pour préparer la Pacific Four Series, parmi lesquelles les néophytes Allana Sikimeti, Sally Fuesaina, Lydia Kavoa et Biola Dawa,.
Pour la saison 2025, le nouvel entraineur de l'équipe est Andy Friend, qui rentre en Australie après cinq années avec le Connacht et a collaboré avec Jo Yapp et les Wallaroos en 2024. L'effectif est assez stable, avec 21 joueuses prolongées, dont la Japonaise Iroha Kishimoto. L'équipe accueille la septiste fidjienne Ana Naimasi, la Samoane Easter Savelio, la Néozélandaise Merania Paraone (Chiefs Manawa), ainsi que l'Américaine Keia Mae Sagapolu en provenance des Leicester Tigers. En outre, l'effectif est renforcé par trois septistes candidates à la Coupe du monde en Angleterre : Demi Hayes, Bienne Terita et Tia Hinds.

## Palmarès

### Bilan par saison
| Saison    | Classement   | pts | MJ | G | N | P | PM  | PE  | Dif. | B | Phase finale                                              |
| --------- | ------------ | --- | -- | - | - | - | --- | --- | ---- | - | --------------------------------------------------------- |
| 2018 (en) | 4e           | 5   | 4  | 1 | 0 | 3 | 57  | 103 | -31  | 2 | non qualifié                                              |
| 2019 (en) | 3e           | 9   | 4  | 2 | 0 | 2 | 86  | 50  | +36  | 0 | Petite finale (10-39 contre les Queensland Reds)          |
| 2020 (en) | 3e           | 9   | 4  | 2 | 0 | 2 | 74  | 97  | -23  | 1 | annulée                                                   |
| 2021 (en) | 3e (poule A) | 6   | 3  | 1 | 0 | 2 | 46  | 48  | -2   | 2 | Match pour la 5e place (10-8 contre les Melbourne Rebels) |
| 2022 (en) | 4e           | 8   | 5  | 1 | 1 | 3 | 78  | 99  | -21  | 0 | non qualifié                                              |
| 2023 (en) | 3e           | 10  | 5  | 2 | 0 | 3 | 105 | 106 | -1   | 0 | Demi-finale (20-23 contre les Queensland Reds)            |
| 2024      | 4e           | 10  | 5  | 2 | 0 | 3 | 108 | 139 | -21  | 2 | Demi-finale (27-47 contre les Waratahs)                   |
| 2025      | 5e           | 4   | 4  | 0 | 1 | 3 | 89  | 112 | -23  | 2 | non qualifié                                              |